# Veerle Stassijns
Veerle Stassijns, née le 26 août 1952 à Ninove est une femme politique belge flamande, membre du N-VA.
Elle est pharmacienne.

## Carrière politique
- Sénatrice belge depuis le 17 juillet 2013 au 25 mai 2014, en remplacement de Danny Pieters, démissionnaire.